# USS Rocky Mount (AGC-3)
USS Rocky Mount (AGC-3) – amerykański okręt dowodzenia siłami desantowymi typu Appalachian. Służył w US Navy w czasie II wojny światowej. Jego nazwa pochodzi od miejscowości Rocky Mount. Za służbę w czasie II wojny światowej „Rocky Mount” został odznaczony sześcioma battle star oraz Navy Unit Commendation.
Stępkę jednostki położono 4 grudnia 1942 roku zgodnie z kontraktem podpisanym przez Maritime Commission ze stocznią Federal Shipbuilding and Drydock Company. Został zwodowany 7 marca 1943 roku, matką chrzestną była pani Elsie F. Lee, żona Roberta C. Lee z firmy Moore-McCormack Lines, dla której budowano statek. Jednostkę nabyła US Navy 13 marca 1943 i po przebudowie w Bethlehem Steel Co. w Hoboken okręt wszedł do służby 15 października 1943 roku.
Po rejsie odbiorczym „Rocky Mount” popłynął na Hawaje przez Kanał Panamski. Do Pearl Harbor dotarł 27 grudnia. 10 stycznia 1944 roku okręt został przez jakiś czas jednostką flagową kontradmirała Turnera, dowódcy 5th Amphibious Force.
Brał udział w wojnie na Pacyfiku. Uczestniczył w operacjach na Kwajalein, w desancie na Leyte, desancie w Zatoce Lingayen, kampanii na Borneo.
Został wycofany ze służby 22 marca 1947 roku i umieszczony w rezerwie w San Francisco Group Floty Pacyfiku. Został skreślony z listy jednostek floty 1 lipca 1960 roku.